# Heinz Martin
Heinz Martin (* 22. Juni 1943) ist ein ehemaliger deutscher Automobilrennfahrer.

## Karriere im Motorsport
Heinz Martin war in den 1970er-Jahren im nationalen und internationalen GT- und Sportwagensport aktiv. Auf einem Opel GT bestritt er in der Saison 1970 Rennen zur Deutschen Automobil-Rundstrecken-Meisterschaft und ging mit einem Opel Commodore in der Deutschen Rennsport-Meisterschaft an den Start.
1976 fuhr er einige Rennen der Sportwagen-Weltmeisterschaft. Er wurde gemeinsam mit seiner Teamkollegin Lella Lombardi auf einem Porsche 934 Gesamtfünfter beim 6-Stunden-Rennen von Silverstone und Gesamtneunter beim 24-Stunden-Rennen von Le Mans.

## Statistik

### Le-Mans-Ergebnisse
| Jahr | Team           | Fahrzeug                | Teamkollege      | Teamkollege | Platzierung | Ausfallgrund |
| ---- | -------------- | ----------------------- | ---------------- | ----------- | ----------- | ------------ |
| 1976 | Egon Evertz KG | Porsche 911 Carrera RSR | Hartwig Bertrams | Egon Evertz | Rang 9      |              |